# جامبيتولا
جامبيتولا (بالإيطالية: Gambettola)‏ هي بلدية في مقاطعة فورلي تشيزينا في إقليم إميليا رومانيا الإيطالي.

## السكان
في سنة 1861 بلغ عدد السكان 1٬786 نسمة، وتطور العدد ليصل في سنة 2011 لـ 10٬238 نسمة.
يظهر هذا المخطط البياني تطور النمو السكاني لـ جامبيتولا

## مدن شقيقة
- مونتيشياري